# Lennart Svensson (militär)
Lennart Robert Svensson, född den 27 augusti 1954 i Klippans församling i Kristianstads län, är en svensk militär.

## Biografi
Svensson avlade officersexamen vid Krigsskolan 1977 och utnämndes samma år till löjtnant i armén, varefter han befordrades till kapten vid Södra skånska regementet 1980 och till major 1985. Efter befordran till överstelöjtnant och överstelöjtnant med särskild tjänsteställning tjänstgjorde han 1995–1996 vid Södra skånska brigaden. År 1996 befordrades han till överste och var 1996–1999 chef för Skånska dragonbrigaden. Han var 1999 chef för Bosnien BA12.